# Ulrich Böhme (artiste)
Pour les articles homonymes, voir Ulrich Böhme et Böhme.
Ulrich Böhme, né en 1936 à Rostock, est un artiste allemand. 

## Biographie
Ulrich Böhme a dessiné la pièce allemande de collection de 100 euro 2004 en or consacrée à la ville de Bamberg, Patrimoine culturel mondial de l'UNESCO.